# Aminata Ouédraogo
Aminata Ouédraogo es una cineasta burkinesa y coordinadora general de la Unión Panafricana de Mujeres en la Industria de la Imagen.

## Biografía
Ouédraogo estudió en el Institut Africain d'Education Cinématographique (INAFEC), una escuela de cine de la Universidad de Uagadugú, antes de estudiar en el Institut du Multimedia et Architecture de la Communication (IMAC) en París.
Durante su carrera se ha desempeñado como asesora del Festival Panafricano de Cine y Televisión de Uagadugú (FESPACO). En 1991, en la duodécima edición del FESPACO, creó la Asociación de Mujeres Africanas Profesionales en Cine, Televisión y Video (AFAPCTV). En 1995 la AFAPCTV se reestructuró como la Unión Panafricana de Mujeres en la Industria de la Imagen (UPAFI), con Ouédraogo como coordinadora general. Es asesora técnica del Ministro de Cultura y Turismo de Burkina Faso.

## Filmografía
- L'impasse, 1988.
- ¿Un tour qui le?, 1991. Documental
- Ak Patashi (Qui m'a poussé), 1992. Documental.
- Alcoolisme, 1992. Documental.